# مساكنة (تمريض)

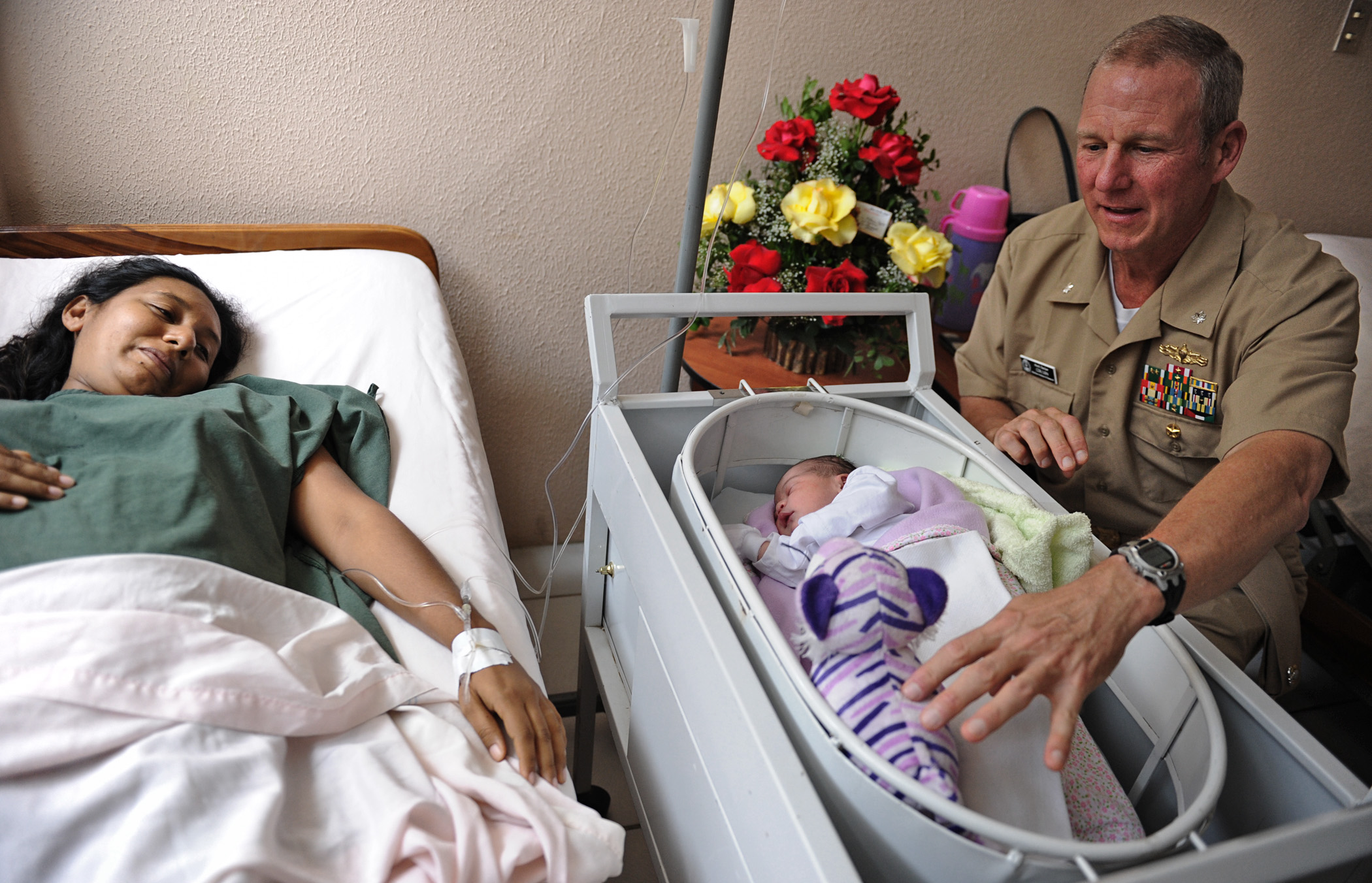
المساكنة في إحدى المؤسسات الصحية

المساكنة ( إبقاء الوليد عند الام ) هو تصرف أو ممارسة يتم اتباعها في المستشفيات والتمريض المنزلي، حيث انه يتم وضع سرير الطفل بجانب سرير الام.
ومن فوائد هذا التصرف : 
أولاً أنه يعطي فرصة للأم والأب لمعرفة الطفل والتقرب منه.
ثانيا تكون العلاقة بين الأهل والطفل أسست بنجاح خلال إبقاء الوليد عند الام.
ثالثا الأهل لا يشعرون بالقلق من محاولة تبديل الطفل خلال هذة الفترة.
ومن الأمور التي تزيد فرصة نجاح احتضان الام لوليدها هي الرضاعة الطبيعية.
ويعد ابقاء الوليد عند الام أحد مكونات المستشفيات الصديقة للطفل، التي وضعتها منظمة الصحة العالمية .